# Euparatettix circinihumerus
Euparatettix circinihumerus är en insektsart som beskrevs av Wei, S.-z. och Z. Zheng 2006. Euparatettix circinihumerus ingår i släktet Euparatettix och familjen torngräshoppor. Inga underarter finns listade i Catalogue of Life.